# U-530
U-530 – niemiecki okręt podwodny (U-Boot) pełniący służbę w Kriegsmarine w czasie II wojny światowej. Okręt ten należał do typu IX C/40.

## Dowódcy jednostki
- Kptlt. Kurt Lange (X 1942 – I 1945)
- Oblt. Otto Wermuth (I 1945 – VII 1945)

## Przebieg służby
Okręt wszedł do służby 14 października 1942. Jako okręt bojowy służbę pełnił od 1 marca 1943 do 8 maja 1945. U-530 odbył łącznie 7 patroli zatapiając 2 statki o pojemności 12 063 BRT oraz uszkodził jeden statek o pojemności 10 195 BRT. Jako jeden z niewielu niemieckich okrętów podwodnych uniknął zatopienia w czasie działań wojennych, a także w ramach operacji „Deadlight”. 
Dowódca okrętu, oberleutnant Otto Wermuth, zdecydował się skapitulować dopiero 10 lipca 1945 roku w Mar del Plata w Argentynie. Nigdy nie wyjaśnił, dlaczego potrzebował ponad 2 miesięcy, by dotrzeć do tego miejsca, dlaczego zniknęło gdzieś działo pokładowe okrętu, dlaczego jego załoga nie posiada identyfikatorów, ani też co stało się z dziennikiem pokładowym.
Niespodziewane przybycie U-530 do Mar del Plata wywołało liczne spekulacje. Brazylijski admirał Jorge Dodsworth Martins powiedział, że jego zdaniem U-530 mógł zatopić krążownik „Bahia”, podczas gdy inny brazylijski admirał Dudal Teixeira był przekonany, że U-530 przybył z Japonii. Argentyński dziennikarz twierdził, że widział raport policji z Buenos Aires, która informowała rząd prezydenta Edelmiro Farrella o tajemniczym okręcie podwodnym, który wynurzył się u wybrzeży południowej Argentyny i wysadziła na brzeg wysokiego stopniem oficera i kobietę, którymi mogli być Adolf Hitler i Eva Braun. O zatopienie „Bahii” oskarżano również załogę U-977, ale wnikliwe śledztwo wyjaśniło, że krążownik zatonął na skutek wypadku z amunicją artyleryjską.
Dowództwo Argentyńskiej Marynarki Wojennej opublikowało oficjalny komunikat, w którym stwierdzało, że U-530 nie ponosił winy za zatonięcie „Bahii”; na pokładzie okrętu nie było żadnych przywódców hitlerowskiej III Rzeszy, ani wysokich rangą oficerów; U-530 nie zatrzymywał się u wybrzeży Argentyny przed kapitulacją w Mar del Plata.
Załoga U-530 została internowana, a okręt przekazano do Stanów Zjednoczonych. Został zatopiony jako okręt-cel 28 listopada 1947 roku.